# Пінхас Розен
Пінхас Розен (івр. פנחס רוזן уродж. Фелікс Розенблют івр. ‏פליכס רוזנבליט‏‎; 1 травня 1887, Берлін, Німеччина — 3 травня 1978, Тель-Авів, Ізраїль) — ізраїльський громадський і політичний діяч, перший міністр юстиції Ізраїлю, член кнесету з першого по шосте скликання. 14 травня 1948 року Розен став одним з підписали Декларацію незалежності Ізраїлю.

## Біографія
Пінхас Розен народився 1 травня 1887 року в Берліні, в багатій, релігійної, неоортодоксальной сім'ї Фанні і Шалома Розенблют. З 18 років він вивчав право в університетах Берліна і Фрайбурга, де в 1908 році отримав ступінь доктора. Також Розен брав участь у створенні Союзу єврейських студентів підтримує сіонізм. Під час Першої світової війни Розен служив у німецькій армії, де дослужився до звання офіцера і після цього вийшов у відставку. З 1920 по 1923 рік він займав пост голови Сіоністської Федерації Німеччині. У 1923 році Розен оселився в Ерец-Ісраелі, де і прожив до 1925 року, після цього він переїхав жити до Лондона, де входив до складу керівництва Всесвітньої сіоністської організації, працював в тісній співпраці з її виконавчим директором Хаїмом Вейцманом в організаційному відділі.
У 1931 році він повернувся в Ерец-Ісраель і почав займатися адвокатською практикою і політичною діяльністю. Коли до влади в Німеччині прийшли нацисти, Розен став ініціатором і одним з перших керівників «Об'єднання вихідців з Німеччини і Австрії в Ерец-Ісраель». У період з 1935 по 1948 рік він був одним з членів Міської ради Тель-Авіва. З 1942 року Пінхас Розен лідер партії Алія ха-Хадаша. У 1948 році Пінхас Розен став одним з підписантів Декларацію незалежності Ізраїлю, одним з розробників якої був. Під Декларацією незалежності стоїть підпис Фелікса Розенблюта, однак пізніше він іврітізіровал своє ім'я і став Пінхасом Розеном.
Після проголошення незалежності Ізраїлю, був одним із засновників Прогресивної партії виникла в результаті злиття партії Алія ха-Хадаша з рядом сіоністських рухів. Будучи депутатом від цієї партії, Розен зайняв пост міністра юстиції Ізраїлю в тимчасовому уряді молодої держави.
У 1961 році став засновником Ліберальної партії Ізраїлю і був в числі її лідерів до 1965 року. Партія була створена 8 травня 1961 року, що до кінця роботи Кнесету 4-го скликання, в результаті злиття «Партії загальних сіоністів» і ліво-ліберальною «Прогресивної партії», сумарно мали 14 місць в кнесеті. Дострокові вибори були призначені на серпень 1961 року, після того, як кнесетом був прийнятий вотум недовіри уряду в зв'язку зі справою Лавона, поданим партіями «Загальних сіоністів» і «Херут».
У 1965 році керівництво лібералів і політичного руху «Херут» провело наради з приводу можливого об'єднання. Сім депутатів, в основному від колишньої «Прогресивної партії», не погодилися об'єднуватися і Розен створив 16 березня 1965 року нову партію «Незалежних лібералів». 25 травня 1965 року решта ліберальної партії об'єдналася з «Херут» в блок «Гахана» під керівництвом Менахема Бегіна, хоча обидві сторони продовжували функціонувати до кінця періоду роботи кнесету як незалежні фракції.
1973 році він був удостоєний Державної премії Ізраїлю в галузі юриспруденції.
Пінхас Розен помер в 1978 році і за його заповітом був похований на маленькому старому кладовищі в районі Гуш-Дан.